# Grünzug an der Südpanke
Der Grünzug an der Südpanke ist eine Parkanlage im Ortsteil Mitte von Berlin.

## Lage
Der Park grenzt im Osten an die Zentrale des Bundesnachrichtendienstes. Westlich des Parks befindet sich das Heizwerk Scharnhorststraße.

## Beschreibung
Der Park ist Teil des übergeordneten Grünzuges an der Panke. Im Park wurde die in diesem Abschnitt unterirdisch geführte Südpanke offengelegt.

## Geschichte
Für die Gestaltung des Parkes wurde 2007 ein Wettbewerb ausgelobt, den das Landschaftsarchitekturbüro bbzl böhm benfer zahiri gewann. Ein erster, südlicher Bauabschnitt entstand in den Jahren 2010 bis 2012. Der zweite nördliche Bauabschnitt erfolgte vom Sommer 2018 bis Mai 2021. Am 21. Mai 2021 wurde der Park offiziell eröffnet.

## Finanzierung
Die Kosten der Errichtung des Parkes beliefen sich auf etwa zehn Millionen Euro; geplant waren 3,5 Millionen Euro. 70 Prozent des Gesamtbudgets wurden für die Renaturierung der Südpanke aufgewandt. Der Bundesnachrichtendienst finanzierte den Park mit 1,2 Millionen Euro als Ausgleichsmaßnahme für den Bau seiner benachbarten Zentrale.